# Perú en los Juegos Olímpicos de Londres 2012
Perú en los Juegos Olímpicos de Londres 2012 estuvo representado por un total de 16 atletas que compitieron en 9 deportes. La abanderada en la ceremonia de apertura fue la maratonista Gladys Tejeda.

## Deportes

### Atletismo
Femenino
| Atleta          | Evento  | Preliminares | Preliminares | Cuartos de final | Cuartos de final | Semifinal | Semifinal | Final   | Final    |
| Atleta          | Evento  | Tiempo       | Posición     | Tiempo           | Posición         | Tiempo    | Posición  | Tiempo  | Posición |
| --------------- | ------- | ------------ | ------------ | ---------------- | ---------------- | --------- | --------- | ------- | -------- |
| Inés Melchor    | Maratón |              |              |                  |                  |           |           | 2:28:54 | 25       |
| Gladys Tejeda   | Maratón |              |              |                  |                  |           |           | 2:32:07 | 43       |
| Wilma Arizapana | Maratón |              |              |                  |                  |           |           | 2:35:09 | 55       |

Masculino
| Atleta       | Evento                 | Preliminares | Preliminares | Cuartos de final | Cuartos de final | Semifinal | Semifinal | Final     | Final     |
| Atleta       | Evento                 | Tiempo       | Posición     | Tiempo           | Posición         | Tiempo    | Posición  | Tiempo    | Posición  |
| ------------ | ---------------------- | ------------ | ------------ | ---------------- | ---------------- | --------- | --------- | --------- | --------- |
| Mario Bazán  | 3000 metros obstáculos | 8:51.95      | 36           | Eliminado        | Eliminado        | Eliminado | Eliminado | Eliminado | Eliminado |
| Raúl Pacheco | Maratón                |              |              |                  |                  |           |           | 2:15:35   | 21        |

### Bádminton
Femenino
| Atleta         | Evento  | Ronda de 32            | Ronda de 32                 | Ronda de 16            | Cuartos de final       | Semifinal              | Final                  | Final     |
| Atleta         | Evento  | Contrincante Resultado | Contrincante Resultado      | Contrincante Resultado | Contrincante Resultado | Contrincante Resultado | Contrincante Resultado | Posición  |
| -------------- | ------- | ---------------------- | --------------------------- | ---------------------- | ---------------------- | ---------------------- | ---------------------- | --------- |
| Claudia Rivero | Singles | Li Xuerui 5-21 / 6-21  | Carolina Marín 17-21 / 7-21 | Eliminada              | Eliminada              | Eliminada              | Eliminada              | Eliminada |

Masculino
| Atleta          | Evento  | Ronda de 32              | Ronda de 16            | Cuartos de final       | Semifinal              | Final                  | Final     |
| Atleta          | Evento  | Contrincante Resultado   | Contrincante Resultado | Contrincante Resultado | Contrincante Resultado | Contrincante Resultado | Posición  |
| --------------- | ------- | ------------------------ | ---------------------- | ---------------------- | ---------------------- | ---------------------- | --------- |
| Rodrigo Pacheco | Singles | Lee Hyun-il 12-21 / 7-21 | Eliminado              | Eliminado              | Eliminado              | Eliminado              | Eliminado |

### Halterofilia
| Atleta              | Evento | Arrancada | Arrancada | Envión    | Envión   | Total | Posición |
| Atleta              | Evento | Resultado | Posición  | Resultado | Posición | Total | Posición |
| ------------------- | ------ | --------- | --------- | --------- | -------- | ----- | -------- |
| Silvana Saldarriaga | 63 kg  | 75        | 10        | 97        | 10       | 172   | 10       |

### Judo
| Atleta        | Evento | Ronda de 64            | Ronda de 32            | Ronda de 16            | Cuartos de final       | Semifinal              | Repechaje 1            | Repechaje 2            | Final                  | Final     |
| Atleta        | Evento | Contrincante Resultado | Contrincante Resultado | Contrincante Resultado | Contrincante Resultado | Contrincante Resultado | Contrincante Resultado | Contrincante Resultado | Contrincante Resultado | Posición  |
| ------------- | ------ | ---------------------- | ---------------------- | ---------------------- | ---------------------- | ---------------------- | ---------------------- | ---------------------- | ---------------------- | --------- |
| Juan Postigos | 60 kg  | Elio Verde 0001–1000   | Eliminado              | Eliminado              | Eliminado              | Eliminado              | Eliminado              | Eliminado              | Eliminado              | Eliminado |

### Natación
Femenino
| Atleta        | Evento      | Preliminares | Preliminares | Semifinal | Semifinal | Final     | Final     |
| Atleta        | Evento      | Tiempo       | Posición     | Tiempo    | Posición  | Tiempo    | Posición  |
| ------------- | ----------- | ------------ | ------------ | --------- | --------- | --------- | --------- |
| Andrea Cedrón | 400 m libre | 4:24.18      | 33           | Eliminada | Eliminada | Eliminada | Eliminada |

Masculino
| Atleta            | Evento         | Preliminares | Preliminares | Semifinal | Semifinal | Final     | Final     |
| Atleta            | Evento         | Tiempo       | Posición     | Tiempo    | Posición  | Tiempo    | Posición  |
| ----------------- | -------------- | ------------ | ------------ | --------- | --------- | --------- | --------- |
| Mauricio Fiol     | 200 m mariposa | 1:59.02      | 25           | Eliminado | Eliminado | Eliminado | Eliminado |
| Sebastián Jahnsen | 200 m libre    | 1:52.36      | 34           | Eliminado | Eliminado | Eliminado | Eliminado |

### Remo
| Atleta           | Evento           | Preliminares | Preliminares | Repechaje | Repechaje | Cuartos de final | Cuartos de final | Semifinal | Semifinal | Final   | Final    |
| Atleta           | Evento           | Tiempo       | Posición     | Tiempo    | Posición  | Tiempo           | Posición         | Tiempo    | Posición  | Tiempo  | Posición |
| ---------------- | ---------------- | ------------ | ------------ | --------- | --------- | ---------------- | ---------------- | --------- | --------- | ------- | -------- |
| Víctor Aspíllaga | Scull individual | 7:13.79      | 5            | 7:10.54   | 3         |                  |                  | 7:53.76   | 2         | 7:35.88 | 3        |

### Taekwondo
| Atleta      | Evento | Ronda de 16            | Cuartos de final       | Semifinal              | Repechaje 1            | Repechaje 2            | Final                  | Final     |
| Atleta      | Evento | Contrincante Resultado | Contrincante Resultado | Contrincante Resultado | Contrincante Resultado | Contrincante Resultado | Contrincante Resultado | Posición  |
| ----------- | ------ | ---------------------- | ---------------------- | ---------------------- | ---------------------- | ---------------------- | ---------------------- | --------- |
| Peter López | 68 kg  | Damir Fejzic 3-5       | Eliminado              | Eliminado              | Eliminado              | Eliminado              | Eliminado              | Eliminado |

### Tiro
| Atleta          | Evento | Clasificación | Clasificación | Final     | Final     |
| Atleta          | Evento | Puntos        | Posición      | Puntos    | Posición  |
| --------------- | ------ | ------------- | ------------- | --------- | --------- |
| Nicolás Pacheco | Skeet  | 109           | 32            | Eliminado | Eliminado |

### Vela
| Atleta         | Evento       | Carrera | Carrera | Carrera | Carrera | Carrera | Carrera | Carrera | Carrera | Carrera | Carrera | Carrera | Puntos | Posición |
| Atleta         | Evento       | 1       | 2       | 3       | 4       | 5       | 6       | 7       | 8       | 9       | 10      | M       | Puntos | Posición |
| -------------- | ------------ | ------- | ------- | ------- | ------- | ------- | ------- | ------- | ------- | ------- | ------- | ------- | ------ | -------- |
| Paloma Schmidt | Laser radial | 35      | 30      | 36      | 36      | 30      | 39      | 33      | 41      | 32      | 39      | X       | 351    | 39       |